# Agram 2000
L'Agram 2000 è un mitra croato a fuoco selettivo 

## Storia
L'Agram 2000 è stato progettato da Mirko e Ivan Vugrek come mitra destinato alle forze di polizia croate e prodotto dal 1997 ma, allo scoppio della guerra in Kosovo, l'arma è stata impiegata anche dagli eserciti delle varie fazioni in campo. La produzione è terminata nel 2000 e al giorno d'oggi l'Agram risulta essere un'arma abbastanza rara al di fuori dei Balcani dato che la sua produzione è sempre stata completamente locale.
Nel 2002 è stata immessa nel mercato una variante aggiornata, l'Agram 2002, prodotta in numero limitato.

## Caratteristiche tecniche
L'arma, basata sul Beretta M12, presenta un'impugnatura anteriore più comoda (ad anello, così non si impiglia nei vestiti), una cadenza di fuoco aumentata rispetto alla M12 e lo stesso gruppo grilletto-selettore modalità di fuoco.
La versione 2002 è dotata di una nuova impugnatura, un nuovo tipo di mirino con settaggio per 50, 100 e 150 metri e una nuova guaina filettata che ricopre la canna quando il silenziatore non è in uso.

## Utilizzo
Il gran numero di Agram circolanti per la Croazia dopo la dismissione da parte delle forze speciali di polizia, unitamente alla disponibilità di silenziatore per essi, li hanno resi molto popolari fra i criminali.